# Lars-Ove Håkansson
Lars-Ove Håkansson, född 30 april 1937 i Lund, är en svensk företagsledare; han var verkställande direktör för Skanska 1986–1992.
Håkansson tog civilingenjörsexamen vid Chalmers 1961 och anställdes samma år i Skanskakoncernen, där 1980 blev vice VD och 1986 VD samt koncernchef 1991. Han har också varit styrelseordförande för Skanska och JM Byggnads- o Fastighets AB samt styrelseledamot i Industri AB Euroc, Investment AB Cardo, Graningeverken AB, Sandvik AB, SKF, Svenska Handelsbanken, 
Banister Inc Canada och Stadshypotek Stockholm.
Håkansson inträdde 1986 som ständig ledamot av Ingenjörsvetenskapsakademiens Industriella Råd (som 1995 ändrade namn till IVA:s Näringslivsråd). Han har även varit ledamot av Chalmers industriella råd.